# Skorpió ’73-’93
A Skorpió ’73-’93 album a Skorpió 1993-as válogatásalbuma. CD-n jelent meg.

## Dalok
1. Szevasz, haver
2. A rohanás
3. Így szólt hozzám a dédapám
4. Rongylábkirály
5. Vezess át az éjszakán
6. Egy dal mindenkinek
7. Kelj fel, jóember!
8. Álljatok meg
9. Hej, jóbarát
10. Vesztettem vagy győztem
11. De jó lenne haver
12. A vén koldus
13. A folyóparton ülve
14. Ne félj!
15. Azt beszéli már az egész város